# D'Arcy McCrea
Edward D'Arcy McCrea (Altona, 7 febbraio 1896 – Salford, 22 dicembre 1940) è stato un tennista e chirurgo irlandese, specializzato in urologia.

## Biografia
Nacque ad Altona, Stillorgan, nei pressi di Dublino, da Harris McCrea e Jeannette Seale. Il padre lavorava nel mondo del commercio. Sposò l'ostetrica Edith Florence Willock. Ebbe due figli: Patrick Phillip McCrea nato nel 1928 e Marjorie Gillian McCrea nata nel 1931.

### Carriera medica
Studiò al Wycliff College di Stonehouse e si laureò in medicina al Trinity College di Dublino nel 1920. Divenne assistente chirurgo all'ospedale Sir Patrick Dun di Dublino nel 1919.
Si stabilì a Manchester nel 1919, dove di specializzò in urologia al Salford Royal Hospital. Riuscì a divenire assistente chirurgo nel giugno 1927 e chirurgo nel febbraio 1935. Nel 1926 divenne McCrea divenne membro del Royal College of Surgeons.
Studiò l'innervazione dello stomaco, la muscolatura della vescica e lavorò a vari problemi di fisiologia della vescica. Nel 1929 pubblicò lo studio Nerves of the stomach and their relation to surgery per il British Journal of Surgery. Nel 1934 scrisse Pre-sacral sympathectomy and the urinary bladder, mentre nel 1935 Epididymal cysts, their aetiology and treatment, entrambi pubblicati per il British Journal of Urology, periodico fondato nel 1929 dalla British Association of Urological Surgeons.
Pubblicò vari testi in materia di urologia, tra cui una importante monografia dedicata alle malattie dell'uretra e del pene, nel quale sintetizzò i suoi studi sulle malattie del tratto genitale maschile.

### Carriera sportiva
Amava il tennis e vinse diversi tornei locali nelle Isole britanniche nel primo dopoguerra, tra cui il Torneo del Derbyshire del 1922-23 e il Manchester Northern Championship del 1927.
Prese parte alla Coppa Davis del 1923-24, vincendo due delle sei partite.
Rappresentò l'Irlanda ai Giochi olimpici estivi di Parigi 1924, gareggiando nel singolo, nel doppio maschile e nel doppio misto.

### La morte
Morì assieme alla moglie e i figli nel corso della seconda guerra mondiale il 22 dicembre 1940. Il loro Cottage di Barton Road fu colpito da una bomba a paracadute durante il Manchester Blitz, l'impoente bombardamento nell'area di Manchester e del North West England ad opera della Luftwaffe, mentre era in corso una festa. Nessuno sopravvisse all'esplosione conseguente allo scoppio. Andarono perduti anche alcuni dei suoi lavori sul tema del cancro ai testicoli.
Le sue spoglie sono conservate presso il cimitero St Mark Churchyar di Worsley, Greater Manchester.

## Pubblicazioni
- Nerves of the stomach and their relation to surgery. British Journal of Surgery, 1926, 13, 621
- Musculature of bladder. Proc Roy Soc Med 1926, 19, Urol. Sect., p 35
- Early carcinoma testis. British Journal of Urology 1934, 6, 46.
- Pre-sacral sympathectomy and the urinary bladder, British Journal of Urology 1934, 6, 119.
- Epididymal cysts, their aetiology and treatment. British Journal of Urology 1935, 7, 152.
- Treatment of undescended testis. Lancet, 1935, 2, 753.
- Dislocation of testis, spontaneous reduction. British Journal of Urology 1938, 10, 251.
- Tuberculosis of male genital tract. Irish Journal med Sci 1938, p. 614.
- Urinary symptoms in disease of nervous system. Med Press, 1939, 201, 8.
- Factors influencing treatment of incompletely descended testis. Urol Cutan Rev 1939, 43, 239.
- Diseases of the urethra and penis. Bristol, 1940.